# Aclerda californica
Aclerda californica är en insektsart som först beskrevs av Ehrhorn 1899.  Aclerda californica ingår i släktet Aclerda och familjen Aclerdidae. Inga underarter finns listade i Catalogue of Life.